# Metrosideros
Metrosideros är ett släkte av myrtenväxter. Metrosideros ingår i familjen myrtenväxter.

## Bildgalleri

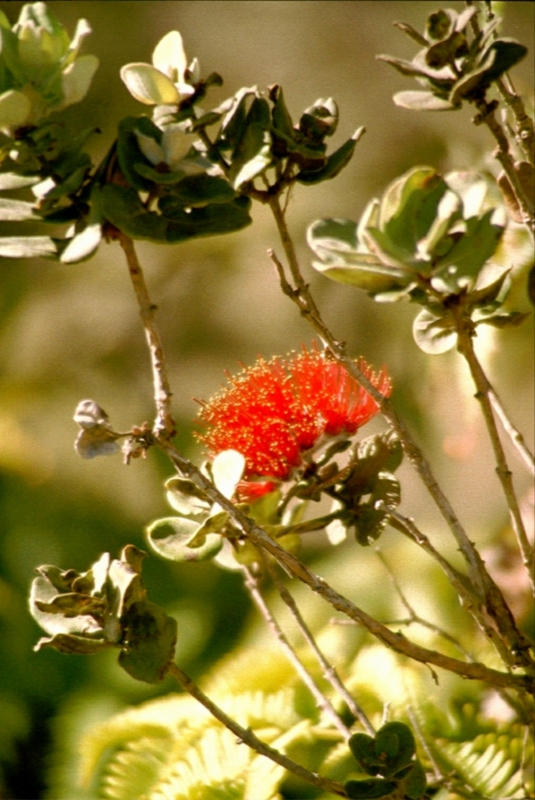

## Dottertaxa tillMetrosideros, i alfabetisk ordning[1]
- Metrosideros albiflora
- Metrosideros angustifolia
- Metrosideros arfakensis
- Metrosideros bartlettii
- Metrosideros boninensis
- Metrosideros brevistylis
- Metrosideros cacuminum
- Metrosideros carminea
- Metrosideros cherrieri
- Metrosideros colensoi
- Metrosideros collina
- Metrosideros cordata
- Metrosideros diffusa
- Metrosideros dolichandra
- Metrosideros elegans
- Metrosideros engleriana
- Metrosideros excelsa
- Metrosideros fulgens
- Metrosideros gregoryi
- Metrosideros halconensis
- Metrosideros humboldtiana
- Metrosideros kermadecensis
- Metrosideros laurifolia
- Metrosideros longipetiolata
- Metrosideros macropus
- Metrosideros microphylla
- Metrosideros nervulosa
- Metrosideros nitida
- Metrosideros ochrantha
- Metrosideros operculata
- Metrosideros oreomyrtus
- Metrosideros ovata
- Metrosideros paniensis
- Metrosideros parallelinervis
- Metrosideros parkinsonii
- Metrosideros patens
- Metrosideros perforata
- Metrosideros polymorpha
- Metrosideros porphyrea
- Metrosideros punctata
- Metrosideros ramiflora
- Metrosideros regelii
- Metrosideros robusta
- Metrosideros rotundifolia
- Metrosideros rugosa
- Metrosideros salomonensis
- Metrosideros sclerocarpa
- Metrosideros subtomentosa
- Metrosideros tetragyna
- Metrosideros tetrasticha
- Metrosideros tremuloides
- Metrosideros umbellata
- Metrosideros waialealae
- Metrosideros whitakeri
- Metrosideros whiteana